# Donauebene (Slowakei)
Koordinaten: 48° 0′ 0″ N, 17° 45′ 0″ O

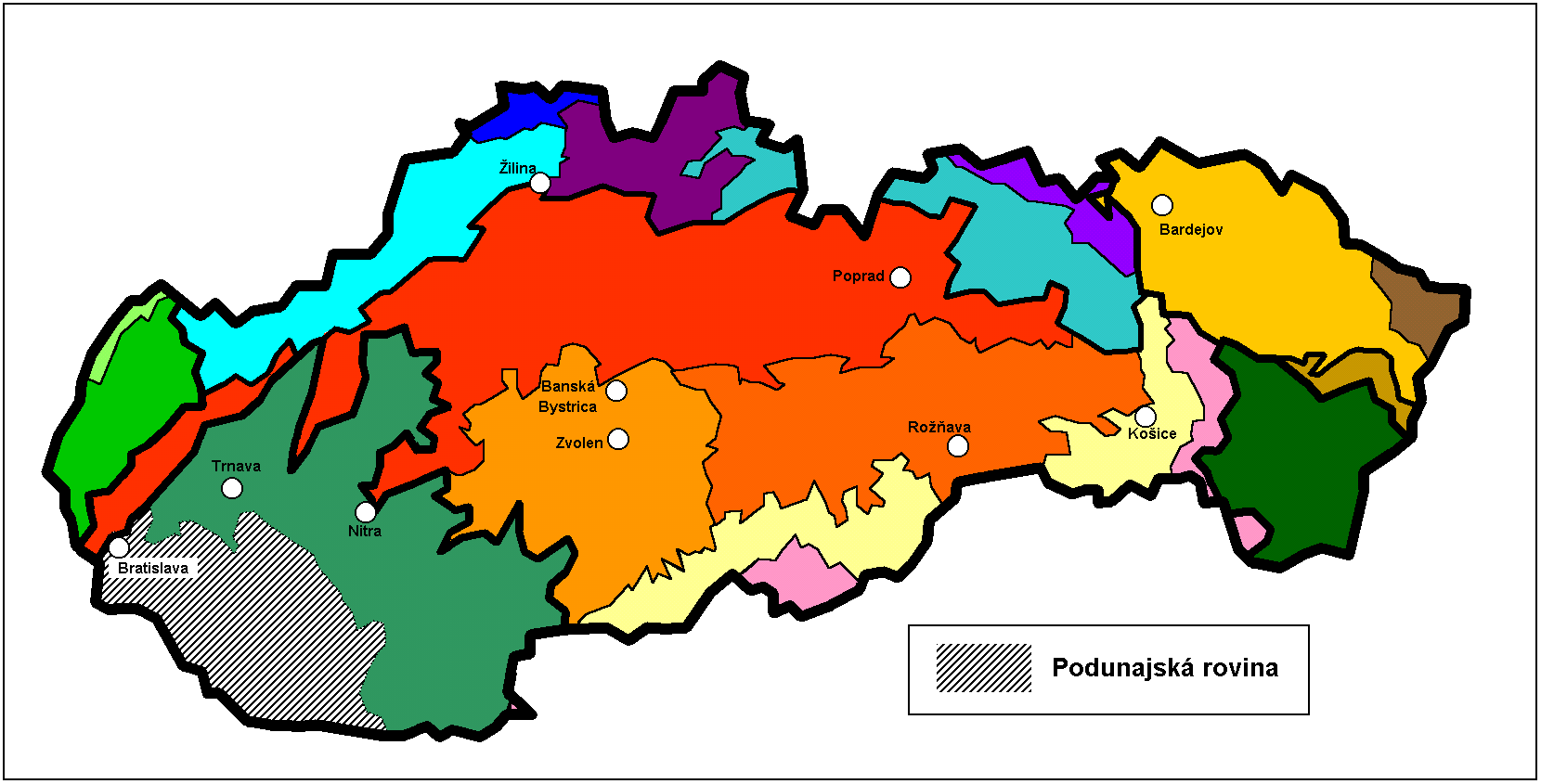
Podunajská rovina innerhalb der Geomorphologischen Einteilung der Slowakei

Die Donauebene (slowakisch Podunajská rovina) ist der südwestliche gelegene, eher flache Teil des Donautieflands in der Slowakei. Die Grenze zum gebirgigeren, nordöstlich gelegenen Donauhügelland verläuft etwa entlang der Linie Bratislava–Senec–Sereď–Nové Zámky–Patince.
Die Donauebene wurde maßgeblich durch die Seitenarme der Donau (wie zum Beispiel die Kleine Donau) und durch die südlichen Flussverläufe von Waag, Nitra und Žitava geprägt. Dadurch ist sie von mächtigen Kiesschichten durchzogen. Diese „Donaukiese“ sind wiederum bedeckt mit Löss und anderen fruchtbaren Bodenarten.
Der Donaufluss hat dadurch im Gebiet ein einzigartiges kontinentales Flussdelta mit vielen Flusswindungen und toten Wasserarmen geschaffen. Eines dieser Gebiete, das zwischen Kleiner Donau und Donau liegt, stellt die Schüttinsel dar. Diese Insel ist ein Gebiet mit vielen Sumpfniederungen, natürlich entstandenen oder künstlich angelegten Seen und bereits seit 1978 Wasserschutzgebiet. Das Entwässerungssystem im Süden wurde (absichtlich) nachhaltig durch den Bau des Gabčíkovo-Dammes als Donaustaustufe verändert.
Das Gebiet ist reich an Waldwiesen, Wasser- und Sumpffauna und -flora; auch große unterirdische Wasserreservoirs tragen dazu bei, vor allem die Reservoirs der Schüttinsel gehören zu den größten in Europa. Daneben lassen sich auch warme Quellen bei Komárno, Štúrovo und Patince finden.
Bedingt durch die südliche, zur Kleinen Ungarischen Tiefebene hin exponierte Lage hat das Gebiet das wärmste und trockenste Klima in der Slowakei, was es in Verbindung mit den fruchtbaren Böden zu einem idealen Platz für die Landwirtschaft macht. Vor allem Weizen, Zuckerrüben, Mais, Gemüse und Tabak werden angebaut, daneben gibt es auch Wein- und Obstanbau in kleinerem Umfang.
Die wichtigsten Städte der Donauebene sind die slowakische Hauptstadt Bratislava (die Ebene beginnt am Fuße der Bratislavaer Burg inmitten der Stadt) sowie Galanta, Sereď, Dunajská Streda, Komárno und Nové Zámky.
Im Gebiet gibt es auch weitere kleine Naturschutzgebiete, so zum Beispiel Ostrov Kopáš bei Bratislava oder die ehemaligen Donauarme Vlčianske mŕtve rameno und Čičovské mŕtve rameno. Geschützte Sumpfgebiete sind zum Beispiel das einzigartige Šúr-Gebiet bei Svätý Jur, in der Gegend um Zlatná na Ostrove gibt es auch ein großes Refugium für Großtrappen.
Auch für die Erholung im Sommer gibt es viele Möglichkeiten, so zum Beispiel in den Zlaté-piesky-Seen im Stadtgebiet von Bratislava, in den Sonnenseen (Slnečné jazerá) bei Senec oder auch in den Thermalbädern von Dunajská Streda, Veľký Meder und Diakovce.